# Liste du patrimoine mondial au Cap-Vert
Cet article recense les sites inscrits au patrimoine mondial au Cap-Vert.

## Statistiques
Le Cap-Vert ratifie la Convention pour la protection du patrimoine mondial, culturel et naturel le 28 avril 1988. Le premier site protégé est inscrit en 2009.
En 2013, le Cap-Vert compte un unique site inscrit au patrimoine mondial, de type culturel.
Le pays a également soumis 8 sites à la liste indicative, 4 culturels, 3 naturel et 1 mixte.

## Listes

### Patrimoine mondial
Les sites suivants sont inscrits au patrimoine mondial.
| Site                                                          | Île      | Type                       | Date | Superficie (ha) | Lien | Notes | Coordonnées                         | Illus. |
| ------------------------------------------------------------- | -------- | -------------------------- | ---- | --------------- | ---- | ----- | ----------------------------------- | ------ |
| Cidade Velha, centre historique de Ribeira Grande de Santiago | Santiago | Culturel (ii), (iii), (vi) | 2009 | 209             | 1310 |       | 14° 54′ 54″ nord, 23° 36′ 18″ ouest |        |

### Liste indicative
Les sites suivants sont inscrits sur la liste indicative.
| Site                                                                           | Île          | Type                    | Date | Superficie (ha) | Lien | Notes | Coordonnées                         | Illus. |
| ------------------------------------------------------------------------------ | ------------ | ----------------------- | ---- | --------------- | ---- | ----- | ----------------------------------- | ------ |
| Centre historique de Nova Sintra                                               | Brava        | Culturel (iv), (vi)     | 2016 |                 | 6099 |       | 14° 52′ 00″ nord, 24° 42′ 00″ ouest |        |
| Parc naturel de Fogo – Chã das Caldeiras                                       | Fogo         | Naturel (viii), (x)     | 2016 |                 | 6100 |       | 14° 57′ nord, 24° 22′ ouest         |        |
| Complexe d'aires protégées de l'île de Santa Luzia et des îlots Branco et Raso | Santa Luzia] | Naturel (ix), (x)       | 2016 |                 | 6101 |       | 15° 16′ 59″ nord, 23° 46′ 01″ ouest |        |
| Camp de concentration du Tarrafal                                              | Santiago     | Culturel (iii), (vi)    | 2004 |                 | 6102 |       | 15° 16′ 59″ nord, 23° 46′ 01″ ouest |        |
| Centre historique de Praia                                                     | Santiago     | Culturel (ii)           | 2004 |                 | 6103 |       | 14° 55′ 01″ nord, 23° 31′ 01″ ouest |        |
| Centre historique de São Filipe                                                | Fogo         | Culturel (iv), (vi)     | 2004 |                 | 6104 |       | 14° 52′ 01″ nord, 24° 28′ 59″ ouest |        |
| Parc naturel Cova, Paúl et Ribeira da Torre                                    | Santo Antão  | Naturel (v), (vii), (x) | 2004 |                 | 6105 |       | 17° 00′ 00″ nord, 25° 04′ 59″ ouest |        |
| Salines de Pedra de Lume                                                       | Sal          | Mixte (v), (vii)        | 2004 |                 | 6106 |       | 16° 46′ 01″ nord, 22° 54′ 00″ ouest |        |